# Sân bay Akureyri
Sân bay Akureyri (tiếng Iceland: Akureyrarflugvöllur) (IATA: AEY, ICAO: BIAR) là một sân bay quốc tế ở Akureyri, Iceland. Sân bay này có 1 đường băng. Air Iceland kết nối sân bay này với các tuyến điểm nội địa. Tuyến quốc tế duy nhất do hãng Iceland Express đảm trách nối với thủ đô Đan Mạch Copenhagen.
Sân bay này do Cục quản lý sân bay Flugstoðir vận hành.

## Các hãng hàng không và các tuyến điểm
- Air Iceland (Grímsey, Reykjavík, Keflavík, Þórshöfn, Vopnafjörður)
- Iceland Express (Copenhagen [Seasonal])